# Paradoxo do mentiroso
Em filosofia e lógica, o paradoxo do mentiroso  abrange afirmações paradoxais como:
Estou mentindo agora.
ou
Esta afirmação é falsa.
Para evitar que uma afirmação se refira ao seu próprio valor lógico, também se pode construir o paradoxo da seguinte forma, chamada de paradoxo mentiroso fortalecido:
A afirmação seguinte é verdadeira.
A afirmação anterior é falsa.
Geralmente, a denominação “paradoxo do mentiroso” é mais usada, embora a abstração seja feita precisamente pelo próprio mentiroso.  Ao se tentar atribuir um valor verdade binário à afirmação do mentiroso fortalecida chega-se em uma contradição.
Se "esta frase é falsa" for verdadeiro, então a frase é falsa, mas então se "esta frase é falsa" for falso, então a frase é verdadeira, e assim por diante.

## História
Sugere-se que o paradoxo de Epimênides (cerca de 600 a.C.) é um exemplo de paradoxo mentiroso, mas eles não são logicamente equivalentes. Atribui-se a afirmação “Todos os cretenses são mentirosos” ao vidente semimístico Epimênides, que é da Creta. No entanto, a afirmação de Epimênides de que todos os cretenses são mentirosos pode ser resolvida com falso, dado que ele conhece que pelo menos um outro cretense que não mente.  É precisamente para evitar incertezas derivadas do fator humano e de conceitos nebulosos que lógicos modernos propuseram um paradoxo mentiroso fortalecido, como a frase “essa frase é falsa”.
O nome do paradoxo é traduzido para o Grego Antigo como pseudómenos lógos (ψευδόμενος λόγος). Uma versão do paradoxo mentiroso é atribuída ao filósofo  grego Eubulides de Mileto, que viveu no século IV a.C. Relata-se que Eubulides perguntou, “Um homem diz que está mentindo. O que ele diz é verdade ou mentira?”
O paradoxo foi discutido uma vez por São Jerônimo em um sermão:

"Dizia na minha pressa: ‘Todo homem é um mentiroso!’"(Predefinição:Bible) David está dizendo a verdade ou ele está mentindo? Se é verdade que todo homem é um mentiroso, e a declaração de David, “Todo homem é um mentiroso”, é verdadeira, então David também está mentindo; ele também é um homem. Mas se ele também está mentindo, a sua declaração "Todo homem é um mentiroso" consequentemente é falsa. Independentemente da ordem da proposição, a conclusão é uma contradição. Uma vez que David é um homem, segue-se que ele também está mentindo; mas se ele está mentindo porque todo homem é um mentiroso, sua mentira é de um tipo diferente.”
O gramático e filósofo indiano Bhartrhari (final do século V) formulou um paradoxo do mentiroso que ele definiu como “Tudo que eu estou dizendo é falso” (sarvam mithyā bravīmi). Ele analisa esse paradoxo juntamente como o paradoxo da unsignifiability e explora os limites entre declarações que não são problemáticas na vida cotidiana e paradoxos."
Na tradição islâmica antiga, o paradoxo do mentiroso foi discutido ao menos cinco séculos começando no final do século IX, aparentemente sem sofrer influência de nenhuma outra tradição.  Naṣīr al-Dīn al-Ṭūsī pode ter sido o primeiro lógico a identificar o paradoxo do mentiroso como auto-referencial.

## Explicações do paradoxo e variantes
O problema do paradoxo mentiroso é que ele parece mostrar que crenças comuns acerca de verdade e falsidade frequentemente levam a uma contradição. Podem ser construídas sentenças que não podem ser atribuídas a um valor verdade de forma consistente, mesmo que elas estejam completamente de acordo com regras de gramática e semântica.
A versão mais simples do paradoxo é essa sentença:
Essa declaração é falsa. (A)
Se (A) é verdadeira, então “Essa declaração é falsa” é verdadeira. Portanto, (A) deve ser falsa. A hipótese de que (A) é verdadeira leva à conclusão de que (A) é falsa, ou seja, existe uma contradição.
Se (A) é falsa, então “Essa declaração é falsa” é falsa. Portanto, (A) deve ser verdadeira. A hipótese de que (A) é falsa leva à conclusão de que (A) é verdadeira, ou seja, outra contradição. Em todo caso, (A) é verdadeira e falsa, o que é um paradoxo.
No entanto,  se pode ser mostrado que a sentença mentirosa pode ser verdadeira se é falsa e pode ser falsa se é verdadeira faz com que alguns concluam que é “nem verdadeira nem falsa”. Esta resposta ao paradoxo é, na realidade, a rejeição da reivindicação de que toda declaração tem que ser verdadeira ou falsa, também conhecida como princípio da bivalência, um conceito relacionado à lei do terceiro excluído.
A proposição de que a declaração é nem verdadeira nem falsa deu origem à seguinte versão fortalecida do paradoxo:
Essa declaração não é verdadeira. (B)
Se (B) é nem verdadeira nem falsa, então deve ser não verdadeira. Uma vez que isso é o que (B) afirma, isto significa que (B) deve ser verdade. Uma vez que inicialmente (B) não era verdadeira e agora é verdadeira, outro paradoxo surge.
Uma outra reação ao paradoxo de (A) é  assumir, como fez Graham Priest, que a declaração é tanto verdadeira quanto falsa. Apesar disso, até mesmo a análise de Priest é suscetível à seguinte versão do mentiroso:
Essa declaração é apenas falsa.  (C)
Se (C) é ao mesmo tempo verdadeira e falsa, então (C) é apenas falsa. Mas então, não é verdadeira. Uma vez que inicialmente (C) era verdadeira e agora não é verdadeira, existe um paradoxo.
Existem versões do paradoxo com múltiplas sentenças. O seguinte é uma versão com duas sentenças:
A sentença seguinte é verdadeira. (D1)
A sentença anterior é falsa. (D2)
Assuma que (D1) é verdadeira. Então (D2) é verdadeira. Isso significaria que (D1) é falsa. Portanto, (D1) é tanto verdadeira quanto falsa.
Assuma que (D1) é falsa. Então (D2) é falsa. Isso significaria que (D1) é verdadeira. Assim, (D1) é tanto verdadeira quanto falsa. Em todo caso, (D1) é tanto verdadeira quanto falsa - o mesmo paradoxo que é descrito na sentença (A) acima.
A versão do paradoxo do mentiroso com múltiplas sentenças pode ser generalizada para qualquer sequência circular de tais declarações (nas quais a última declaração afirma a verdade/falsidade da primeira declaração), desde que exista um número ímpar de declarações afirmando a falsidade de sua sucessora. O seguinte exemplo é uma versão de três sentenças, com cada declaração afirmando a falsidade se sua sucessora:
E2 é falsa. (E1)
E3 é falsa. (E2)
E1 é falsa. (E3)
Assuma que (E1) é verdadeira. Então (E2) é falsa, o que significa que (E3) é verdadeira, e portanto, (E1) é falsa, levando a uma contradição.
Assuma que (E1) é falsa. Então (E2) é verdadeira, o que significa que (E3) é falsa, e portanto, (E1) é verdadeira. Em todo caso, (E1) é verdadeira e falsa - o mesmo paradoxo que as sentenças (A) e (D1).
Existem muitas outras variações e muitos complementos possíveis. Na construção da sentença normal, a versão mais simples do complemento é a seguinte:
Esta declaração é verdadeira. (F)
Se assume-se que F tem um valor verdadeiro, então surge o problema de se determinar qual o objeto de tal valor. Mas, uma versão mais simples é possível, assumindo que a única palavra ‘verdadeira’ comporta um valor verdade. O análogo ao paradoxo é assumir que a única palavra ‘falsa’ similarmente comporta um valor verdade, ou seja, que é falsa. Isto revela que o paradoxo pode ser reduzido ao ato mental de se assumir que a ideia de falácia comporta um valor verdade, ou seja, a ideia de falácia é falsa: um ato de mal interpretação. Assim, a versão simétrica do paradoxo seria:
A declaração seguinte é falsa. (G1)
A declaração anterior é falsa. (G2)

## Possíveis resoluções

### Alfred Tarski
Alfred Tarski reconheceu que o paradoxo acontece apenas em linguagens que são “semanticamente fechadas”, isto é, linguagens em que é possível que uma sentença sirva como predicado verdadeiro (ou falso) de outra sentença na mesma língua (ou mesmo de si própria). Para evitar autocontradição, é necessário que se considere níveis de linguagens ao se discutir valores verdades, cada um dos quais pode atribuir verdade (ou falsidade) apenas para linguagens em baixo nível. Então, quando uma sentença se refere ao valor verdade de outra, ela é semanticamente superior. A sentença a que se refere é parte da "linguagem objeto", enquanto que a sentença que refere é considerada parte de uma "metalinguagem" com respeito à linguagem objeto. É possível que sentenças em "linguagens" superiores na hierarquia semântica se refiram a sentenças inferiores na hierarquia da "linguagem", mas o contrário não é possível. Isso evita que o sistema se torne auto-referencial.

### Arthur Prior
Arthur Prior afirma que não há nada paradoxal a respeito do paradoxo mentiroso. Sua reivindicação (que ele atribui a Charles Sanders Peirce e John Buridan) é que toda declaração inclui uma afirmação implícita de sua própria verdade. Assim, por exemplo, a declaração “é verdade que dois mais dois é igual a quatro” não contém mais informação que a declaração “dois mais dois é igual a quatro” porque a frase “é verdade que…” está implícita sempre. E no espírito autorreferencial do Paradoxo Mentiroso, a frase “é verdade que…” é equivalente a “toda essa declaração é verdadeira e…”.
Assim, as duas declarações a seguir são equivalentes:
Esta declaração é falsa.
Esta declaração é verdadeira e esta declaração é falsa.
A última declaração é uma contradição simples da forma “A e não A”, e portanto é falsa. Então, não existe nenhum paradoxo porque a reivindicação de que esse conjunto Mentiroso é falso não leva a uma contradição. Eugene Mills e Neil Lefebvre e Melissa Schelein apresentaram respostas similares.

### Saul Kripke
Saul Kripke argumentou que o fato de uma sentença ser paradoxal ou não pode depender de fatos contingentes. Se a única coisa que Smith diz a respeito de Jones é
A maior parte do que Jones diz a meu respeito é falsa.
e Jones diz apenas estas três coisas a respeito de Smith:
Smith gasta muito dinheiro.
Smith é complacente com o crime.
Tudo o que Smith diz a meu respeito é verdade.
Se Smith realmente gasta muito dinheiro, mas não é complacente com o crime então tanto a observação de Smith sobre Jones e a última observação de Jones sobre Smith são paradoxais.
Kripke propõe uma solução da seguinte forma: se o valor verdade de uma declaração é, em última análise, associado a algum fato avaliável sobre o mundo, essa declaração é “fundamentada”. Se não, a declaração é “não fundamentada”. Declarações não fundamentadas não têm um valor verdade. Declarações mentirosas e declarações semelhantes a mentirosas são não fundamentadas, e portanto, não têm um valor verdade.

### Jon Barwise e John Etchemendy
Jon Barwise e John Etchemendy propuseram que a sentença mentirosa (que eles interpretam como sinônima ao Mentiroso Fortalecido) é ambígua. Essa conclusão é baseada na distinção que eles fazem entre “contradição” e uma “negação”. Se o mentiroso diz, “não é o caso que essa declaração é verdadeira”, então está contradizendo a si mesmo. Se diz, “essa declaração não é verdadeira”, então está negando a si mesmo. Eles argumentam, baseado em situação semântica, que o “mentiroso contradição” pode ser verdadeiro sem contradição, enquanto que o “mentiroso negação” pode ser falso sem contradição. O livro que eles lançaram em 1987 usa bastante “teoria dos conjuntos não-bem-fundados”.

### Dialeteísmo
Graham Priest e outros lógicos, incluindo J.C. Beall e Bradley Armour-Grab propuseram que a sentença mentirosa deveria ser considerada tanto verdadeira quanto falsa, um ponto de vista conhecido como dialeteísmo. Dialeteísmo é a visão de que existem contradições verdadeiras. Ao considerar isto, o dialeteísmo levanta seus próprios problemas. Um dos principais problemas é que uma vez que o dialeteísmo reconhece o paradoxo do mentiroso, uma contradição intrínseca, como sendo verdade, deve descartar o bastante aceito princípio de explosão, que afirma que qualquer proposição pode ser deduzida através de uma contradição, a menos que o dialeteísta esteja disposto a aceitar o trivialismo - a visão de que todas as proposições são verdadeiras. Uma vez que o trivialismo é uma visão intuitivamente falsa, dialeteístas quase sempre rejeitam o princípio de explosão. Lógicos que o rejeitam são chamados de paraconsistentes.

### Não-Cognitivismo
Andrew Irvine argumentou a favor de uma solução não-cognitivista para o paradoxo, sugerindo que algumas  sentenças aparentemente bem formadas irão acabar sendo nem verdadeiras nem falsas, e que “apenas critérios formais irão inevitavelmente se provar insuficientes” para resolver o paradoxo.

### Perspectivismo de Bhartrhari
O gramático e filósofo indiano Bhartrhari (final do século V) lidou com paradoxos como o paradoxo do mentiroso em uma seção de um dos capítulos de seu magnum opus Vākyapadīya. Embora cronologicamente ele preceda todos as soluções modernas do paradoxo do mentiroso, apenas recentemente se tornou possível confrontar suas visões e análises com aquelas de filósofos e lógicos modernos porque edições e traduções confiáveis do seu trabalho começaram a se tornar disponíveis apenas na segunda metade do século passado. A solução de Bhartrahari se encaixa na sua abordagem geral para linguagem, pensamento e realidade, que tem sido caracterizada por alguns como “relativística”, “prudente” ou “perspectivista”. No que diz respeito ao paradoxo mentiroso (sarvam mithyā bravīmi “tudo o que estou dizendo é falso”), Bhartrhari identifica um parâmetro escondido que pode mudar situações de comunicação diárias não problemáticas em um paradoxo teimoso. A solução de Bhartrhari pode ser entendida em termos da solução proposta em 1992 poe Julian Roberts: “Paradoxos consumem a si mesmo. Mas podemos manter separados os lados em conflito da contradição com uma estratégia de contextualização temporal: o que é verdade em relação a um ponto no tempo não é necessariamente verdade em outro ponto… A força do argumento ‘Austiniano’ não é apenas de que ‘coisas mudam’, mas que a reacionalidade é essencialmente temporal, uma vez que precisamos de tempo para conciliar e gerir o que de outra forma seriam estados mutuamente destrutivos.”  De acordo com a sugestão de Robert, é o fator “tempo” que nos permite conciliar as “partes do mundo” que estão separadas e que têm um papel crucial na solução de Barwise e Etchemendy. A capacidade do tempo de prevenir um confronto direto entre as duas “partes do mundo” é,  neste caso, externa ao “mentiroso”. Em função da análise de Bhartrhari, no entanto, a extensão no tempo que separa duas perspectivas no mundo ou duas “partes do mundo” - a parte antes e a parte depois que a função realiza sua tarefa - é inerente a qualquer função: além disso a função significa o que está na base de toda declaração, incluindo a “mentirosa”. O paradoxo insóluvel - uma situação em que temos ou contradição (virodha) ou regressão infinita (anavasthā) - surge, no caso do mentiroso e de outros paradoxos como o paradoxo da unsignifiability (paradoxo de Bartrhari), quando é realizada abstração de uma função (vyāpāra) ou de sua extensão no tempo, através da aceitação de uma função simultânea e oposta (apara vyāpāra) desfazendo a anterior.

## Estrutura lógica do paradoxo mentiroso
Para um melhor compreensão do paradoxo mentiroso, é útil escrevê-lo em uma maneira mais formal. Se “essa declaração é falsa” é denotada por A e seu valor verdade está sendo procurado, é necessário encontrar uma condição que restringe a escolha de possíveis valores verdade de A. Pelo fato de A ser autorreferenciável, é possível dar a condição por uma equação.
Se alguma declaração, B, é tida como falsa, se escreve “B = falso”. A declaração (C) de que a declaração B é falsa é escrita da forma  “C = B = falso”. Agora, o paradoxo mentiroso pode ser expressão como a declaração A de que que A é falsa:
“A = “A = falso””
Essa é uma equação na qual o valor verdade de A = “essa declaração é falsa” poderia possivelmente ser obtida. No domínio booleano, “A = falso” é equivalente a “não A” e portanto a equação não tem solução. Isso é a motivação para uma reinterpretação de A. O enfoque lógico mais simples para tornar a equação solucionável é o enfoque dialeteístico, no qual a solução é A ser “verdadeiro” e “falso” ao mesmo tempo.  Outras soluções incluem principalmente algumas modificações na equação; Arthur Prior alega que a equação deveria ser “A = ‘A = falso e A = verdadeiro” e portanto A é falso. Em lógica computacional verbal, o paradoxo mentiroso é estendido a declarações como “Eu escuto o que ele diz; ele diz que eu não escuto”, onde lógica verbal deve ser usada para resolver o paradoxo.

## Aplicações

### Primeiro Teorema da Incompletude de Gödel
Os teoremas da incompletude de Gödel são dois teoremas fundamentais da lógica matemática que afirmam limitações inerentes a não todos, mas à maioria dos sistemas axiomáticos triviais para a matemática. Os teoremas foram provados por Kurt Gödel em 1931, e são importantes na filosofia e na matemática. A grosso modo, ao  provar o primeiro teorema da incompletude, Gödel usou uma versão modificada do paradoxo mentiroso, substituindo "essa sentença é falsa" por "essa sentença não é demonstrável", chamada de "sentença G de Gödel". Assim, para uma teoria "T", "G" é uma versão formal da análise da verdade da sentença mentirosa.
Para provar o primeiro teorema da incompletude, Gödel representou declarações através de números. Então, com a teoria em mãos, que se assume ser capaz de provar alguns fatos acerca de números, também prova fatos a respeito de suas próprias declarações. Questões sobre a demonstrabilidade de declarações são representadas como questões sobre as propriedades dos números, que poderiam ser decididas por teoria se a teoria fosse completa. Nestes termos, a sentença de Gödel determina que nenhum número natural existe com uma certa propriedade estranha. Um número com essa propriedade representaria a prova da inconsistência da teoria. Se houvesse um número com tal propriedade, então a teoria seria inconsistente, contrariando a hipótese de consistência. Assim, assumindo que a teoria é consistente, não existe tal número.
Não é possível substituir “não demonstrável” por “falso em uma sentença de Gödel, porque o predicado “Q é um número de Gödel de uma fórmula falsa” não pode ser representado como uma fórmula aritmética. Esse resultado, conhecido como o Teorema da indefinibilidade de Tarski, foi descoberto independentemente por Gödel (quando ele estava trabalhando na prova do teorema da incompletude) e por Alfred Tarski.
George Boolos esquematizou uma prova alternativa para o teorema da incompletude que usa o paradoxo de Berry em vez do paradoxo mentiroso para construir uma fórmula verdadeira mas não demonstrável.

## Na cultura popular
O paradoxo do mentiroso é ocasionalmente usado na ficção para desligar inteligências artificiais, que são apresentadas como sendo incapazes de processar a sentença. Em Star Trek: The Original Series episódio "I, Mudd", o paradoxo do mentiroso é usado pelo Capitão Kirk e Harry Mudd para confundir e, finalmente, desativar um androíde que estava mantendo-os em cativeiro.  Na série Doctor Who de 1973,  no episódio The Green Death, o Doutor temporariamente confunde o insano computador BOSS perguntando “se eu disesse que a próxima coisa que eu vou dizer é verdade, mas que a última coisa que eu falei é mentira, você acreditaria em mim?” No entanto, BOSS eventualmente decide que a pergunta é irrelevante e notifica a segurança. No videogame Portal 2, de 2011, GLaDOS tenta usar o paradoxo “essa sentença é falsa” para derrotar a ingênua inteligência artificial Wheatley, mas, faltando inteligência para perceber a sentença como um paradoxo, ele simplesmente responde “Um, verdade. Eu vou com verdade. Pronto, essa foi fácil”, e não é afetado.
No segundo livro da série Deltora Quest de Emily Rodda, O lago das lágrimas, o personagem principal, Lief, é forçado a responder um enigma corretamente ou ser morto por um guardião em uma ponte. Quando Lief responde o enigma de forma errada, ele confronta o guardião com sua deslealdade. O guardião responde com outro enigma, dizendo a Lief para fazer uma declaração; se a declaração for falsa, ele matará Lief decapitando sua cabeça; se for verdadeira, ele irá estrangular Lief. Lief responde “Você irá decapitar minha cabeça”. Como o guardião teve seu destino amaldiçoado pela feiticeira do mal Thaegan “até que a verdade e a mentira se tornem um”, o paradoxo lhe permite reverter para sua forma original: uma águia.